# 失孤
《失孤》（英語：Lost and Love），是一部由华谊兄弟、源合圣影视及映艺娱乐联合出品、中国大陸女编剧兼作家彭三源编导的温情剧情片，为其导演处女作。香港演員刘德华饰演一名坚持寻子多年的中国大陆农民，井柏然饰演寻找父母的年轻人。中国大陸于2015年3月20日上映。在電影上映約六年後，《失孤》原型郭刚堂父子已經在2021年7月11日在聊城市相认。

## 剧情
2014年2月的福州，一岁半女婴周天意在街头丢失，其母苏琴悲伤地每天在她丢女的路口苦苦寻女。一位中年女性人贩子从一女子手中买到天意，欲将女婴卖给一位买子的中年男子，该男子以不是男婴为由拒绝购买。人贩子只得抱着女婴辗转在路上。
雷泽宽是一位来自于安徽霍山县的贫苦农民，其2岁的儿子雷达于1999年9月的一天在老家丢失，从此每年除了春播秋收外他都骑着一辆摩托车到全国许多地方寻找儿子，至今已有15年了。一路上他吃了许多苦，有人告诫他如此寻找下去是没有希望的，也有人鼓励安慰他坚持找下去。一天他看到了周天意的寻人启事，于是印制了一幅天意的大头像做成旗子，将之与雷达的大头旗并列插在车子的后面。一次雷在骑行的路上与一辆农用车发生碰撞，事故导致雷受伤、车子受损，之后雷找了一家修车铺来修理车子，因此认识了修车小伙曾帅。通过交谈，曾帅了解到雷为了寻子已经走遍了大半个中国，出于感动他就免收了雷的修车费，雷就把这个事迹记在了随身带的本子上，原来一路上他把所有曾经帮助过他的好心人和事迹都记在了本子上。通过上“宝贝回家”网站查询，雷根据志愿者提供的消息将赴泉州寻子。雷离开后，曾帅之后骑着摩托车跟上了雷，他对老雷说自己是四岁时被拐来的孩子，雷问询曾对童年时的记忆，曾只记得家乡有铁索桥、竹林和妈妈梳的一头长辫子，雷于是将曾少年时期的照片也打印制成了一幅大头旗插在车子后面。
雷在高速公路上骑行时被交警发现，交警出于善意免除了对他的处罚，并指给他到泉州的正确行驶路线，雷后来发现那位交警还偷偷留给了他200元钱，雷也将此事记在了本子上。到泉州后，雷在一位女志愿者的陪同下，来到海边的一个渔村找到了那位名叫施桉易的17岁少年，通过问话及查看脚上的伤痕，雷再次失望而归。不甘心的雷求施的养父母同意让他和施桉易做一个亲子鉴定，不料遭到施养母的责打并推入渔排网箱中。这个情景也被后来赶来的曾帅看到了眼里。雷上岸后，他请求曾帅帮他修理摩托车（车子应该是被渔民推入海水里的），曾告之由于发动机被海水浸泡了，车子已经没法修了。于是不甘心的雷固执地与曾帅在沙滩上发生了争执和肢体冲突。后来两人到澡堂里洗澡，通过交谈，雷称“只有在路上，才觉得对得起儿子”，而曾说养父母一家对他还好，只是由于不能办理户口没有身份证，他一直不能过上同龄人可以做的普通事，比如考大学、坐火车和飞机、结婚等。于是曾请求雷陪他去四川根据铁索桥寻亲。
曾骑着自己的摩托车载着雷到了四川，一路上两人也做了帮人洗车、洗碗的杂活儿，有喜悦也上过当。来到第一个铁索桥后，尽管曾知道这不是他的家乡，可是却想见一面那位丢失儿子的母亲，雷竭力阻止他这么做，并向他讲述了一个新疆妈妈的悲剧故事，这让曾明白让一位妈妈失望是何等痛苦之事。又找了多个铁索桥都没有结果后，失望的曾想放弃继续寻找，雷就鼓励他说自己已找了15年，而他才找了几天而已。一次两人在夜市上行走时发生了彼此牵挂对方的温暖之举，在一次露宿街头时曾也对雷的关心感动落泪。一次两人在铁索桥上发生争吵，原因是曾认为自己是个弃儿，而雷不同意这个说法，争执导致分手，后来得以和解。在一个火车站，曾坚决要回福建，并将身上的一些钱留给老雷，老雷拒绝接受并称曾的做法对两人来说都是不负责的，曾在劝说下再次妥协。
某个火车站的候车厅里，一名年轻的小伙通过手机照片看到了被拐的周天意，通过秘密跟踪与报警，那名人贩子在列车上被警察抓获，女婴解救。可是悲伤过度的母亲苏琴还没有等到这个消息，就从一座大桥上跳江自杀了。
在一个旅馆过夜的夜晚，曾帅借着梦话将一个关键信息告诉给了雷，原来同一天曾帅与一个同村男孩儿一同被拐到了福建的同一个地方，不过那个男孩对生活现状感到满足因此不愿意寻找亲生父母。雷就很快将此消息发布到了网上。经过多个热心志愿者一段时期的网络传播，一位女志愿者根据信息联系到了重庆綦江区的一个派出所，经过确认，认定曾帅就是该派出所辖区村民毛可进在22年前（1992年）丢失的儿子毛雪松。雷通过电话沟通得知曾帅（毛雪松）是小时候跟着妈妈在集市上买豆花吃时丢失的，如今铁索桥变成了石桥，竹林被砍光了，雪松妈的辫子也早就剪掉了，雷告诉雪松，尽管儿时的记忆都消失了，最重要的是父母还在。正式回家前，雪松在发廊修了下头发，他告诉老雷说自己打算以后要娶养父家里一位大他三岁的姐姐为妻，这样才对得起养父一家的养育之恩。他将自己的摩托车钥匙交给了老雷，希望雷以后骑着他的车继续寻子。
最后在那位女志愿者和老雷的陪同下，雪松在家乡的石桥上与父母热泪相拥，乡亲们把他们一家三人围在了一起，看在眼里的雷泽宽也激动地流下了眼泪。天亮后，雷骑着雪松的车上了路。在路上他看到了一众徒步行走的僧人，雷将自己携带的干脆麵分发给了僧人，并向一位师傅询问道为何是他的儿子丢了，儿子是否还活在世上，自己以后能否找到他。那位师傅回答的大意为：能否找到那是缘分，不过只有力行寻找和多行善业缘分才可能到来。天亮后的雷泽宽骑着车继续驶向未知的远方。

## 角色
| 演員   | 角色             | 介紹                                                               |
| 刘德华 | 雷泽宽           | 安徽霍山县佛子岭镇农民，是一个痛苦而冷静、倔强又善良的一个底层人物 |
| 井柏然 | 曾帅/毛雪松      | 寻找亲生父母、善于修车的小伙子，原名毛雪松，四岁时被拐卖到福建     |
| 倪景阳 | 苏琴             | 被拐女婴周天意的母亲，福建人                                       |
| 核桃   | 周天意           | 苏琴之女, 多年前被拐                                               |
| 梁家辉 | 福建高速公路交警 | 客串                                                               |
| 吴君如 | 女人贩子         | 客串                                                               |
| 孙海英 | 毛可进           | 毛雪松之父，重庆綦江区人                                           |
| 许娣   |                  | 毛雪松之母                                                         |
| 刘雅瑟 | 小居             | 帮忙寻找被拐儿童的義工                                             |
| 趙文浩 | 施按易           | 17岁少年                                                           |
| 黃凡紅 |                  | 施按易養母                                                         |
| 莊凡平 |                  | 施按易養父                                                         |
| 寶石   | 雷達             | 雷泽宽親兒                                                         |
| 鄧來賓 | 村長             |                                                                    |
| 劉學軍 | 大和尚           |                                                                    |

## 创作
对于片名为何叫《失孤》，彭导演解释道：“自从计划生育以来，好多家庭都是一个孩子，所以孩子丢了，对家庭和孩子双重来说，就是失去和孤独。”

### 筹备
影片改编自真实的社会新闻。彭三源表示：“拍摄这部电影的想法缘起于2010年，那一年是网络打拐元年。当时有一则新闻，湖北人彭高峰的儿子彭文乐在被拐三年后，由于一个同村大学生發在网上的信息而获救，我就是从那个案子开始关注打拐问题的。”为了写好这个故事，她“做了很多的采访，见过很多长大后寻亲的被拐儿童，也见过很多寻找被拐儿女的家长，跟随过找到家的被拐儿童认亲……当你听到一个寻子26年未果的母亲半夜痛哭，丢了21年的儿子跟亲生父母抱在一起号啕，你就知道这是一件非做不可的事情”。
本片角色雷泽宽的真实人物原型是山东聊城人郭刚堂。郭刚堂2岁多的儿子郭振于1997年9月21日傍晚被拐走，从此郭刚堂骑着摩托车踏上了漫漫寻子路，他用17年的时间走遍了大半个中国。十几年来，郭刚堂尽管始终都没能够找到自己的孩子，但却为不少家庭找回了被拐的孩子。2013年2月初，彭三源和两名助手在郭家住了三天以深入了解其寻子故事。自从儿子被拐走之后，郭刚堂多次提到的一句话——“只有行走在路上，我才感觉是一个父亲”深深打动了彭三源。 2021年7月，电影原型人物郭刚堂的儿子郭振在中国大陸公安部的团圆行动中被找到，父子终于团圆。嫌犯呼富吉、唐立霞2人也隨之落網。2023年12月27日，山東省聊城市中級人民法院依法對被告人呼富吉、唐立霞拐賣兒童案公開宣判，以拐賣兒童罪判處被告人呼富吉死刑，緩期二年執行，剝奪政治權利終身，並處沒收個人全部財產，對被告人呼富吉限制減刑；以拐賣兒童罪判處被告人唐立霞無期徒刑，剝奪政治權利終身，並處沒收個人全部財產；同時判令被告人呼富吉、唐立霞共同賠償附帶民事訴訟原告人物質損失人民幣50餘萬元。
《失孤》是彭三源于2011年加盟华谊后的第一个策划案，华谊总裁王中磊看到剧本很受触动，并认为：“电影不仅有娱乐功能，更有社会意义。对这个项目不遗余力的支持是建立在对打拐这件事的社会责任心上。这个故事不仅展现了拐卖儿童对于家庭和社会的严重伤害，更有很多新的启发，是可能让每一个看过的人都有深刻的体会和反思的一部作品。”
刘德华读完剧本后也被该故事深深打动，加之他一直热衷公益事业，因此对“打击拐卖儿童”题材的电影产生兴趣。这是刘德华出道三十多年来首次演绎中国大陆山区农村朴实的贫苦父亲角色。导演彭三源表示“雷泽宽”这个角色是为刘量身定制的，“想让刘德华来演片中的男主演，这是还只有一个大纲的时候就决定的事情，而且从大纲开始就一拍即合了，双方从没变过。没想过这个角色除了他会是谁。”“之所以认定他，是因为他从出道到现在贵为天王，都有一双在静下来时显得很无辜的眼睛。我需要一双无辜的眼睛呈现命运的悲伤。”

### 拍摄
为演好农民雷泽宽这个角色，刘德华花七天把自己晒黑，并进行严格的节食和减肥。为达到反映寻子多年、日晒雨淋、历尽艰辛的真实效果，造型师染白刘德华的头发和胡须来改变形象，刘也潜心研究雷泽宽这个角色，细心琢磨拿皮包的姿势和骑摩托车时戴安全帽的方式。为了准确呈现被拐卖儿童的心理，井柏然在彭三源导演的安排下，和那些被拐卖过的孩子生活了一段时间，听他们讲述自己经历过的故事，并学习修理摩托车的技术。影片需要大量群众演员，且需要一群特殊的摩托车骑手和维修工。
2014年3月10日在福建泉州开机拍摄。3月15日在泉州少林寺举行开机仪式，之后辗转福州、莆田秀屿区平海镇、江西武宁县、南昌、靖安县宝峰镇香樟林、湖北武汉、黄冈市罗田县大河岸镇、重庆、成都五省十多地取景，经过80多天的拍摄后于同年5月23日杀青。
由于刘德华饰演的角色跟其本人面貌相差很大，所以在南昌火车站拍摄期间曾发生他在街头贴广告时遭到民警驱赶的新闻事件。而由于刘德华的超高人气，每到一地拍摄都会引发千人围观的局面，给现场拍摄造成了不小的麻烦。导演表示，在刘德华的邀请和影片的社会公益性的感染下，香港著名演员梁家辉和吴君如以零片酬在片中客串演出。

## 主题曲
电影主题曲《回家的路》由陈思函作曲、刘德华填词并演唱，它也是2015年央视春晚的主题曲。以春运为主题、《回家的路》为背景音乐的公益广告覆盖中国大陸50个机场和近500个火车站，在春运期间滚动播放一个月。
| 曲別   | 歌名         | 作曲   | 作詞   | 演唱   |
| ------ | ------------ | ------ | ------ | ------ |
| 主題曲 | 《回家的路》 | 陳思函 | 劉德華 | 劉德華 |

## 发行
在2014年5月8日发布的华谊兄弟“H计划”第四季项目上，华谊首次公布了影片20秒的电影片花，并预告2014年9月上映。不过据后来消息上映日期被推迟至2015年，最终确定于2015年3月20日公映；香港则于3月26日公映。台湾原定于3月20日同步上映，后来因认定其为中国大陆电影而非中港合拍片，是否上映未知。
2015年3月6日，出品人王中磊、导演彭三源和主演刘德华等人出席在北京举办的影片发布会。3月10日举办了媒体人及影评人参加的首次看片会。主创分别于3月16日在北京、3月17日在上海、3月18日在成都、3月19日在厦门、3月20日在深圳、3月21日在香港出席当地举行的首映礼和媒体见面会。

## 评价
南方都市报观影团联合华谊兄弟在广州举行了超过50位观众参与的提前观影活动，观影调查显示：超过八成观众称赞刘德华演绎一位朴实农民的表现，有55.32%的人认为对其中刻画人物的细节表示印象深刻。有10.64%的观众表示对刘德华的“港式普通话”会出戏。有68%的观众认为故事“拍得用心且受感动，华仔很拼”，也有超过三成的观众认为影片“有点沉闷，有点揪心，时常出戏，难以投入”。有些观众更喜欢“情节更加丰富、矛盾冲突更密集、更加煽情感人、角度新颖如加入了被拐孩子家庭之间的冲突”的《亲爱的》。有些观众则更支持“情感拿捏比较克制、有分寸，加入了轻松搞笑的环节更加引人深思与痛心，而不是只偏向于赚取观众的眼泪”的《失孤》。
《扬子晚报》：“虽然影院为观众准备了纸巾，但整场下来，观众的泪点并不多，《失孤》显得整体克制而温暖温情，甚至有不少意犹未尽的笑声。最令观众意外的是，天王刘德华用朴实、哀而不伤的演技说服观众‘他就是一个内心有伤的失子父亲’，再加上服装、化妆的帮助，华仔呈现了从未有过的土气、窘境、局促和迷茫，帅了几十年的他，这次形象颠覆得让人直想连连鼓掌。”
影评人“铁任”写道：“符合女作家导演彭三源在以往编剧作品一向风格，她的首部执导电影《失孤》拍得很精准，很细腻，也很大气，没有刻意的苦情催泪，却有一种真实的悲怆溢满银幕，没有故作的艰深或宏大，却有一番对尘世的唏嘘，雷泽宽的摩托车轮，最终在绿色的大地上一往无前，就像生命的河流奔腾不息，寻子海报迎风招展，就像京剧中名将背后的靠旗，象征着不肯妥协的信念，那一刻，所有对寻找还是放弃的执念、悔恨、焦急、绝望，都随风散去，如诗般从容。”
影评人“梦里诗书”：“《失孤》作为一部立足父爱根据真实事件改编的打拐题材电影，自身蓝本的高度注定了并不会欠缺亲情予人的感动，但所做也就仅只是止戈于此，过于平铺直叙的剧情，空洞生硬的渲染，电影虽能着点于细节的刻画营造，奈何剧情性的匮乏，使其单有其形，却难见那本真的神态。”
人物原型郭刚堂说：“我看到电影中有一幕，他站在那拿着一个皮包，感觉我的四十多年都浓缩在那个画面中了”，“天王读懂了我，真的，他用心了。”
烂番茄上依据6个专业影评新鲜度为50%，平均分6.3；Metacritic上5家媒体综评为52分，获得混合口碑。

## 票房
中国大陆上映首日票房4000万，为当日票房冠军，首周三天累计1.167亿次于《灰姑娘》居亚军，创造中国影史三月份国产片首周票房新高。次周取得8700万次于《王牌特工：特工学院》蝉联亚军。最终成绩为2.188亿。
香港首周四天取得127.78万港币列第五位，次周收85.58万列第九位，11天累计219万。马来西亚票房11.8792万美元，新西兰为1.4787万美元。在北美的24家影院上映后，首周末成绩为8.6万美元，最终累计18.817万美元。

## 同名小说
由彭三源创作、刘程程改编的同名小说《失孤》于2015年3月中旬由长江文艺出版社负责出版发售，彭三源在序文中写道：“无论是作为导演还是编剧，我想表达的东西都很多，希望大家在电影里、小说里，看到故事和感动，也能够在艺术世界之外，在现实世界里尽自己的努力，向善而为。因为我更坚信，我们能够怀抱美好的希望，在失落的世界拯救受难的天使。”
| 年份   | 書名     | 作者              | 出版社         | ISBN               |
| ------ | -------- | ----------------- | -------------- | ------------------ |
| 2015年 | 《失孤》 | 彭三源/劉程程改編 | 长江文艺出版社 | ISBN 9787535479075 |

## 逸闻
据媒体报道，本片角色雷泽宽的原型，山东聊城人郭刚堂于1997年被人贩抱走的儿子郭新振已被公安机关找到，2名涉嫌拐卖儿童的犯罪分子已被警方抓获。2021年7月11日，公安部组织山东、河南两地公安机关在聊城市为郭刚堂、郭新振一家人举行了认亲仪式，此时距离郭新振被拐已过去24年。导演彭三源、演员刘德华、井柏然等发布视频和微博表示祝福。

## 奖项
| 獎項                 | 類別           | 名字     | 結果 |
| -------------------- | -------------- | -------- | ---- |
| 第30届金鸡奖         | 最佳导演处女作 | 《失孤》 | 提名 |
| 第30届金鸡奖         | 最佳男主角     | 刘德华   | 提名 |
| 第30届金鸡奖         | 最佳男配角     | 井柏然   | 提名 |
| 第30届金鸡奖         | 最佳摄影       | 李屏宾   | 提名 |
| 第35屆香港電影金像獎 | 最佳男主角     | 刘德华   | 提名 |
| 第16届华表奖         | 优秀故事片     | 《失孤》 | 獲獎 |
| 第16届华表奖         | 优秀男演员     | 刘德华   | 獲獎 |
| 第13届长春电影节     | 最佳编剧       | 彭三源   | 獲獎 |
| 第13届长春电影节     | 最佳男配角     | 井柏然   | 獲獎 |